# Тилігульська ВЕС
Тилігульська вітрова електростанція — вітрова електростанція в Україні, яка розташована на березі Тилігульського лиману у Миколаївській області й будується компанією «ДТЕК». Запланована проєктна потужність 500 МВт з можливістю розширення до 565 МВт.

## Історія
В рамках реалізації стратегії довгострокового розвитку на початку 2019 року компанія «ДТЕК» придбала проєкт Тилігульської вітроелектростанції. Це проєкт будівництва ВЕС потужністю 500 МВт з можливим збільшенням до 565 МВт.
Компанія «ДТЕК» планувала побудувати дві вітроелектростанції потужністю 500 МВт і 65 МВт відповідно на територіях Анатоліївської, Краснопільської та Ташинської сільрад Березанського району. Запланована площа будівництва складає — 35 тис га. У 2021 році почалося будівництво першої черги ВЕС. Перша черга Тилігульської ВЕС складається з 83 вітрогенераторів потужністю МВт кожний. Висота кожного з генераторів становитиме 105—157 м. Друга ВЕС складатиметься з 11 генераторів.
Для реалізації проєкту додатково будуються підстанції та мережі напругою 35 кВ.
В травні 2023 року запущено першу чергу - 19 турбін, які мають загальну потужність 114 МВт.
Очікуване виробництво зеленої електроенергії Тилігульський ВЕС після введення до експлуатації сягне близько 1,7 млрд кВт*г на рік. Робота станції дозволить щорічно скорочувати викиди СО2 в атмосферу до 2 млн т.
22 січня 2025 року в Давосі (Швейцарія) було оголошено, що енергохолдинг «ДТЕК» уклав угоду з данським виробником вітротурбін Vestas та негайно розпочинає будівництво другої черги Тилігульської ВЕС 384 МВт, що надасть змогу до кінця 2026 року вивести ВЕС на повну потужність в 500 МВт.

## Технічні характеристики
ВЕС-1 (1 черга)
- 19 турбін Vestas EnVentus V162 по 6 МВт (114 МВт);
- введена в експлуатацію у 2023 році.

ВЕС-1 (2 черга)
- 64 турбіни Vestas EnVentus V162 по 6 МВт (386 МВт);
- будується.

ВЕС-2
- 11 турбін Vestas EnVentus V162 по 6 МВт (65 МВт);
- планується.